# Borzysko-Młyn
Borzysko-Młyn – część wsi Piłka w Polsce, położona w województwie wielkopolskim, w powiecie czarnkowsko-trzcianeckim, w gminie Drawsko. W pobliżu miejscowości znajduje się jezioro Perskie.
W latach 1975–1998 Borzysko-Młyn administracyjnie należało do województwa pilskiego.